# Bunkpurugu-Yunyoo
Le district de Bunkpurugu-Yunyoo est l’un des 20 districts de la Région du Nord (Ghana).